# Rżewskoje (przystanek kolejowy)
Rżewskoje (ros. Ржевское) – przystanek kolejowy w pobliżu miejscowości Rżewskoje, w rejonie sławskim, w obwodzie królewieckim, w Rosji. Położony jest na linii Królewiec – Sowieck.

## Historia
Dawniej stacja kolejowa. W okresie przynależności tych terenów do Niemiec nosiła nazwę Adlig Linkuhnen.